# 아카사카역 (군마현)
아카사카역(일본어: 赤坂駅, あかさかえき)은 일본 군마현 마에바시시에 있는 조모 전기 철도 조모 전기 철도 조모 선의 역이다.

## 역 구조
단선 승강장 1면 1선의 지상역으로 무인역이다.
매우 좁은 곳에 입지하고 있어 주차장은 역 입구의 통로에 있다.

## 역 주변
- 주오 소방서 아카사카 분소

## 역사
- 1933년 12월 18일: 영업 개시.

## 인접역
| ■ 조모 전기 철도 조모 선     | ■ 조모 전기 철도 조모 선 | ■ 조모 전기 철도 조모 선   |
| ---------------------------- | ------------------------ | -------------------------- |
| 가미이즈미 주오마에바시 방면 |                          | 신조켓칸센터 니시키류 방면 |